# کومبی ستلمنت (فلوریدا)
کومبی ستلمنت (به انگلیسی: Combee Settlement) یک منطقهٔ مسکونی در ایالات متحده آمریکا است که در شهرستان پولک، فلوریدا واقع شده‌است. کومبی ستلمنت ۵٫۵ کیلومتر مربع مساحت و ۵٬۴۳۶ نفر جمعیت دارد و ۴۰ متر بالاتر از سطح دریا قرار دارد.